# タヒチ島

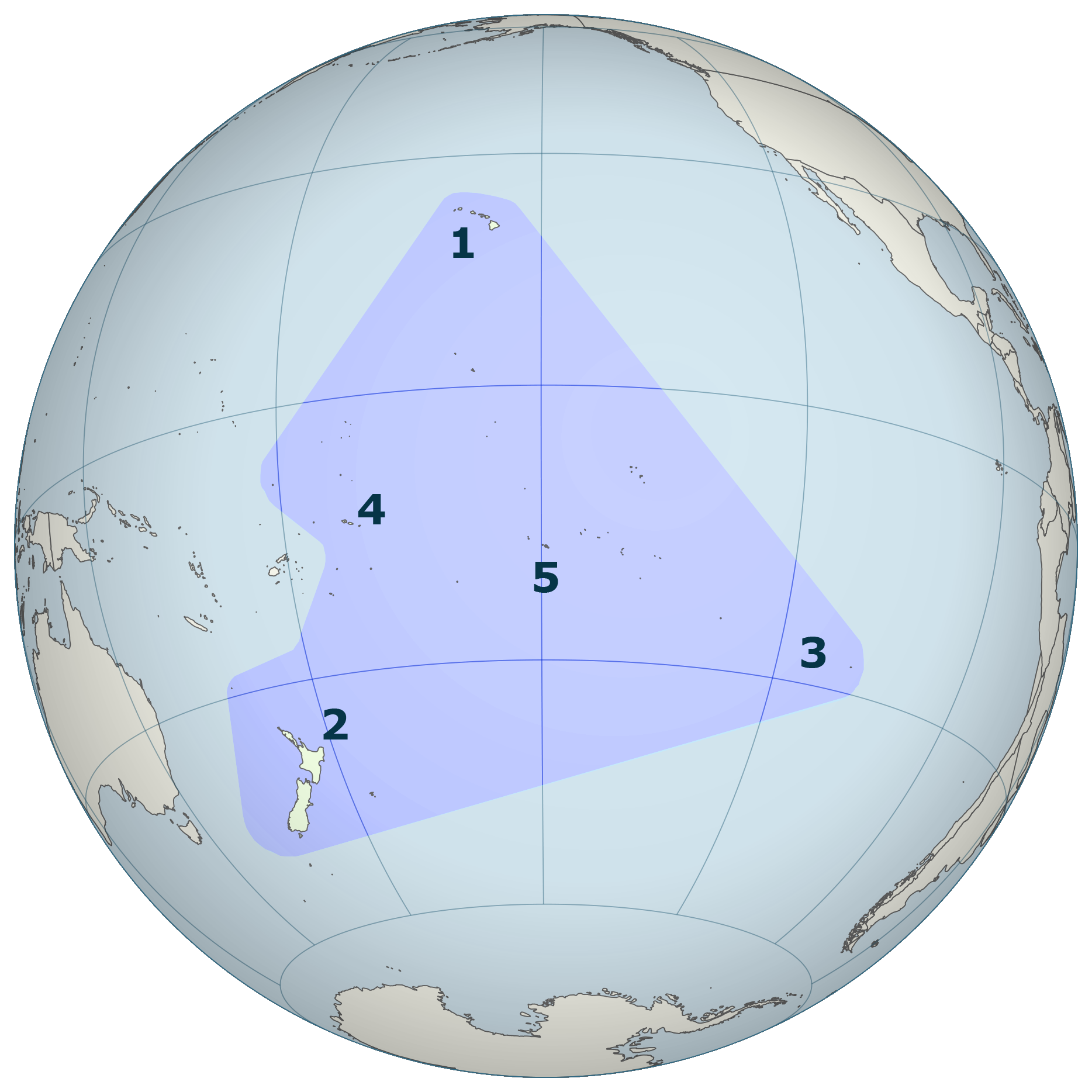
ポリネシアン・トライアングル
5番がタヒチの位置。1番はハワイ、2番はニュージーランド、3番はイースター島、4番はサモア。

タヒチ島（タヒチとう、Tahiti、タヒチ語: [taˈhiti]「タヒティ」、フランス語: [ta.iti]「タイティ」）は、南太平洋フランス領ポリネシアに属するソシエテ諸島にある島。首都はパペーテ。面積1,048 km2、人口約17万人（2002年推計）。南太平洋有数のリゾート地として知られる。冒険家ヘイエルダールの逸話や、画家ゴーギャンが晩年移り住んだ島としても有名。かつてオタハイト島（Otaheite）とも呼ばれた。標準時UTC-10。

## 地理

タヒチ島およびモーレア島の地図

火山性の山がちな島で、最高峰は標高2,241 mにも及ぶオロヘナ山。島の周囲をサンゴ礁が取り巻き、火山性特有の黒い砂浜が多いのが特徴である。タヒチ島は大小の二つの島が地峡でつながってヒョウタンのような形をしている島である。大きい方がタヒチ・ヌイ、小さい方がタヒチ・イティと呼ばれている。隣のモーレア島までは18kmで高速船で30分、飛行機で7分。

## 交通
道路は、右側通行である。ファアア国際空港がある。

## 歴史

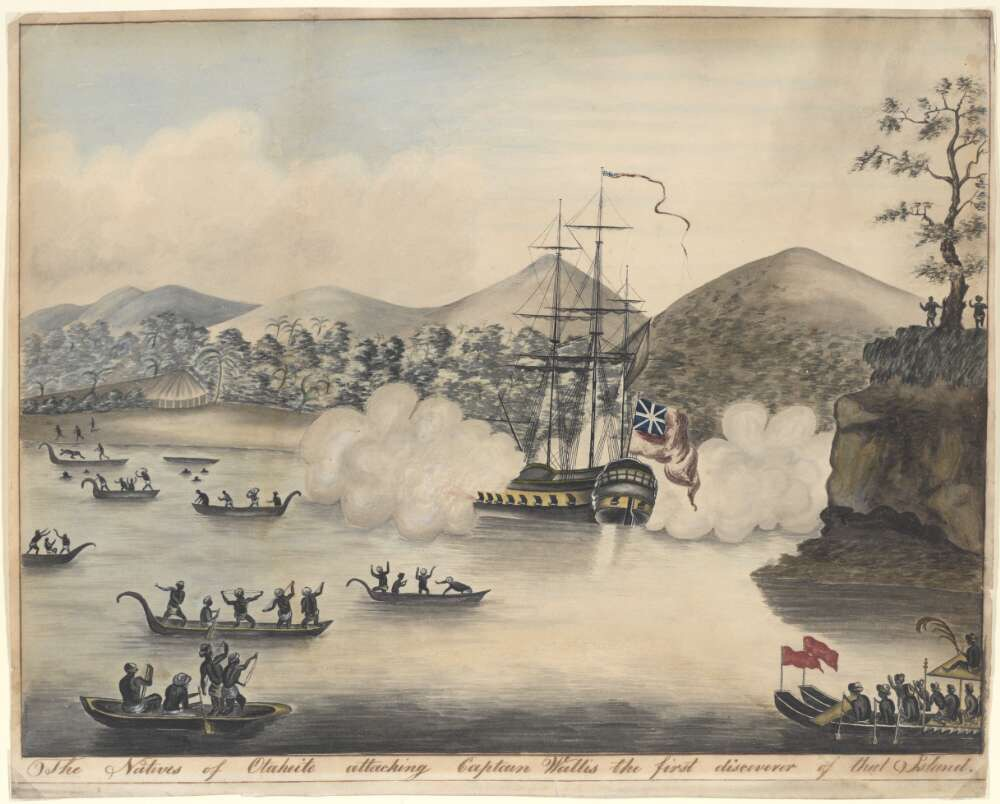
タヒチ島民に対して艦砲を発射するイギリス海軍の軍艦

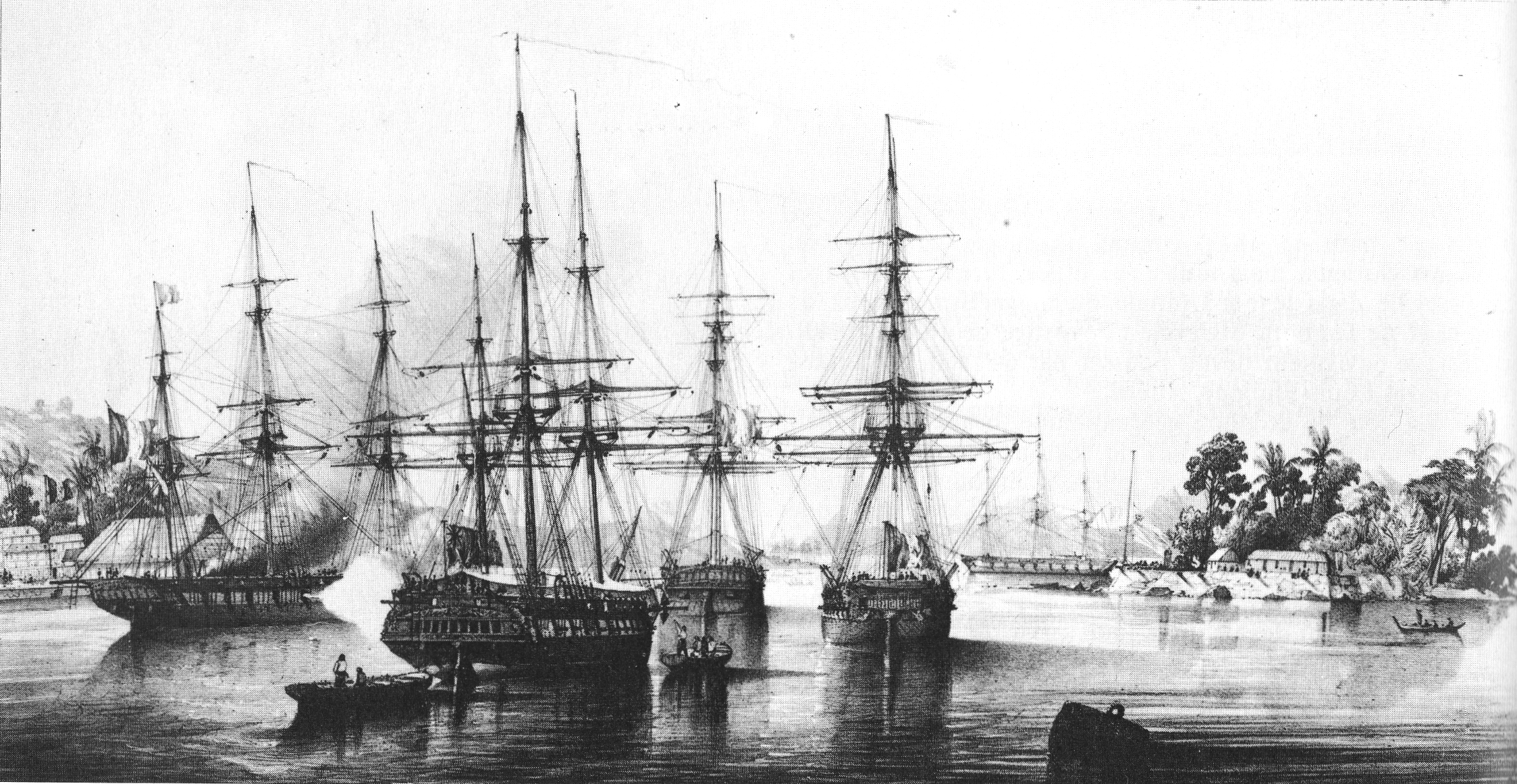
デュプティ・トゥアール率いるフランス太平洋艦隊

- 1768年 - サミュエル・ウォリスが西洋人として初めてタヒチ島を訪れた。同年ブーガンビルが同島に上陸した。
- 1769年 - ジェームズ・クックが第1回航海で到着。
- 1789年 - バウンティ号の反乱。
- 1791年 - ポマレ1世がタヒチの首長国を武力統一し、ポマレ王朝タヒチ王国（英語版）始まる。
- 1797年 - ロンドン伝道協会のタブ号が同島に上陸し、キリスト教が徐々に島内の人々の信仰に浸透していった。それまでのタヒチ社会の制度が崩壊しだす。
- 1836年 - フランス人宣教師2人を国外追放。
- 1842年9月9日 - フランス太平洋艦隊の司令官デュプティ・トゥアール（英語版）がタヒチ島の女王ポマレ4世に対し、タヒチをフランスの保護領とする条約を締結させる。
- 1843年11月5日 - フランスが、タヒチの領有を宣言する。 独立自主権を失う。
- 1847年 - ポリネシア（ソサイエティー諸島、マルケサス諸島、ツモアツ諸島 等）、フランスの保護領土として承認される。
- 1880年8月29日 - タヒチ国王ポマレ5世によって主権譲渡を宣言、フランスの植民地になる。
- 1891年～1893年 - ゴーギャン滞在する。文明化した首都パペーテに嫌気がさして、馬車で5時間ほどかかる島の反対側のマタイエアに移り住む。
- 1895年 - ゴーギャン、再びタヒチに戻る。
- 1901年 - ゴーギャン、マルキーズ諸島へ移住（1903年に彼の地にて死去）。
- 1914年9月17日 - 第一次世界大戦時に通商破壊作戦中のドイツ帝国海軍のマクシミリアン・フォン・シュペー司令率いるドイツ東洋艦隊の襲撃によりパペーテは艦砲射撃さる。（パペーテ砲撃）
- 1945年 - フランスの海外領土となる。
- 1957年 - フランス領ポリネシアとして第二次世界大戦後、正式に海外領土となる。フレンチポリネシアと命名される。
- 1963年 - シャルル・ド・ゴール大統領、太平洋核実験センター（CEP）を設立する。（1966～1996年にわたって、トゥアモトゥ諸島のムルロア環礁とファンガタウファ環礁にて核実験が行われる。）
- 1995年6月 - 当時のフランスの大統領であったシラクは、ムルロア環礁における核実験の再開を発表。タヒチでは住民の抗議集会が暴動に発展。タヒチ人による独立機運が高まった。また、世界各国で核実験反対運動が起こった。

## 政治
政治はフランス政府と領土政府が行っている。フランス政府は、国土の防衛、移民、司法、高等教育、メディア、造幣を分担し、高等弁務官が現地代表を務める。地方行政、初等・中等教育、税金、外貨交換、物価等の分野を領土政府が分担している。
フランスは、自国の領土に編入して以降、島を近代的なリゾート地として売り出し、観光地として世界に名だたる場所へと変えていった。フランス政府は、核実験を島民に納得させるために様々なメリットを力説した。観光業による収入の増加と、核実験絡みによる経済援助や仕事を供給し、島民の台所を潤わせることである。しかし、同時にその代償として、核実験によって美しい珊瑚環礁を破壊し、島民のプライドを奪っていったといえる。一例として、公の場や子供が通う学校などでもフランス語だけを使用するよう強制したことが挙げられる。
自治権の拡大や独立を求める運動は起こるべくして起こった。第二次世界大戦後、タヒチ人政治家であるプーヴァナア・オオパ（ポウヴァナア・ア・オオパ）の独立運動は有名。1949年、タヒチ人民民主連合(RDPT)が社会法の導入、ポリネシア人政治家の任用、タヒチ語教育などを要求した。ポウヴァナが謀反を理由に逮捕され、RDPTは解散してしまった。
1991年、首都パペーテでデモ隊と憲兵隊の衝突が起こる。1995年9月、核実験に反発した仏領ポリネシアの住民達は数万人に達するという大規模なデモ隊を組織。タヒチ島の国際飛行場や首都パペーテにある警察本部を襲い、投石や放火といったこれまでにない激しい暴動を行った。2004年6月、フランス領土となって以来初めて先住民族として行政長官に就任したオスカー・テマルは、フランスからの独立を主張し、観光業を軸にフランス依存の経済体制から脱却することを提唱した。2006年6月26日、第2回フランス・オセアニア首脳会議の際、フランスのシラク大統領は、大多数のタヒチ島民が独立を望むと思わないと語った。非核とフランスからの独立を目指す活動をしている非政府組織（Non-Governmental Organizations, NGO）として、テティラヒ・ガビリエル（Gabriel Tetiarahi）が代表の「ヒティ・タウ」（HITI TAU）、アンリ・ヒロの創設したグループ「テマナ・テ・ヌナア」がある。

## 生活
首都パペーテ、その近郊のファアア、プナウィア、ピレエ地区に行政機関、商業施設、学校、病院、飛行場、港などが集中している。ほかの島々から仕事や学業のために人々が集まってきている。自家用車の数は年々増えて、通勤通学時には交通渋滞が起こる。職種や求人も多く、共稼ぎが多く、女性の社会進出も目覚ましい。子弟の教育には大学進学やフランスやオーストラリアへの留学も増えている。

## 住民
ほとんどがポリネシア系。白人や華人の住民も少数いる。仏領ポリネシアのうち、住民の75%がタヒチ島で生活している。白人は、タヒチ語でポパアと呼ばれ人口の12%で、その98%がフランス人である。その多くは、教育、病院、軍事、政府関係者で数年間の任期で派遣されてきた人たちである。華僑は人口の5%である。

### 言語
フランス領ポリネシアの公用語、フランス語とタヒチ語が話される。

## スポーツ
- タヒチではサッカーが最も人気のスポーツであり、サッカータヒチ代表はOFCネイションズカップ2012で優勝している。OFC代表として参加したFIFAコンフェデレーションズカップ2013では、アフリカ王者のサッカーナイジェリア代表から歴史的な1点を奪ったことで話題となった[4]。また、FIFAクラブワールドカップ2021には「ASピレー」がタヒチリーグのクラブとして初出場した。
- サーフィンの適地がタヒチ島南部のテアフポオ（英語読みでチョープー）などにあり、テアフポオは2024年パリオリンピックの「サーフィン競技」の会場となった[5]。

## 映画
- 南海の楽園 - イタリア映画（1963年作品）
- チコと鮫 - イタリア映画（1962年の作品）

## 著名な出身者
- マラマ・ヴァイリュア - サッカー選手
- ファブリス・サントロ - テニス選手
- コンラッド・L・ホール - 撮影監督
- カリーナ・ロンバード - 女優